# Orane Demazis

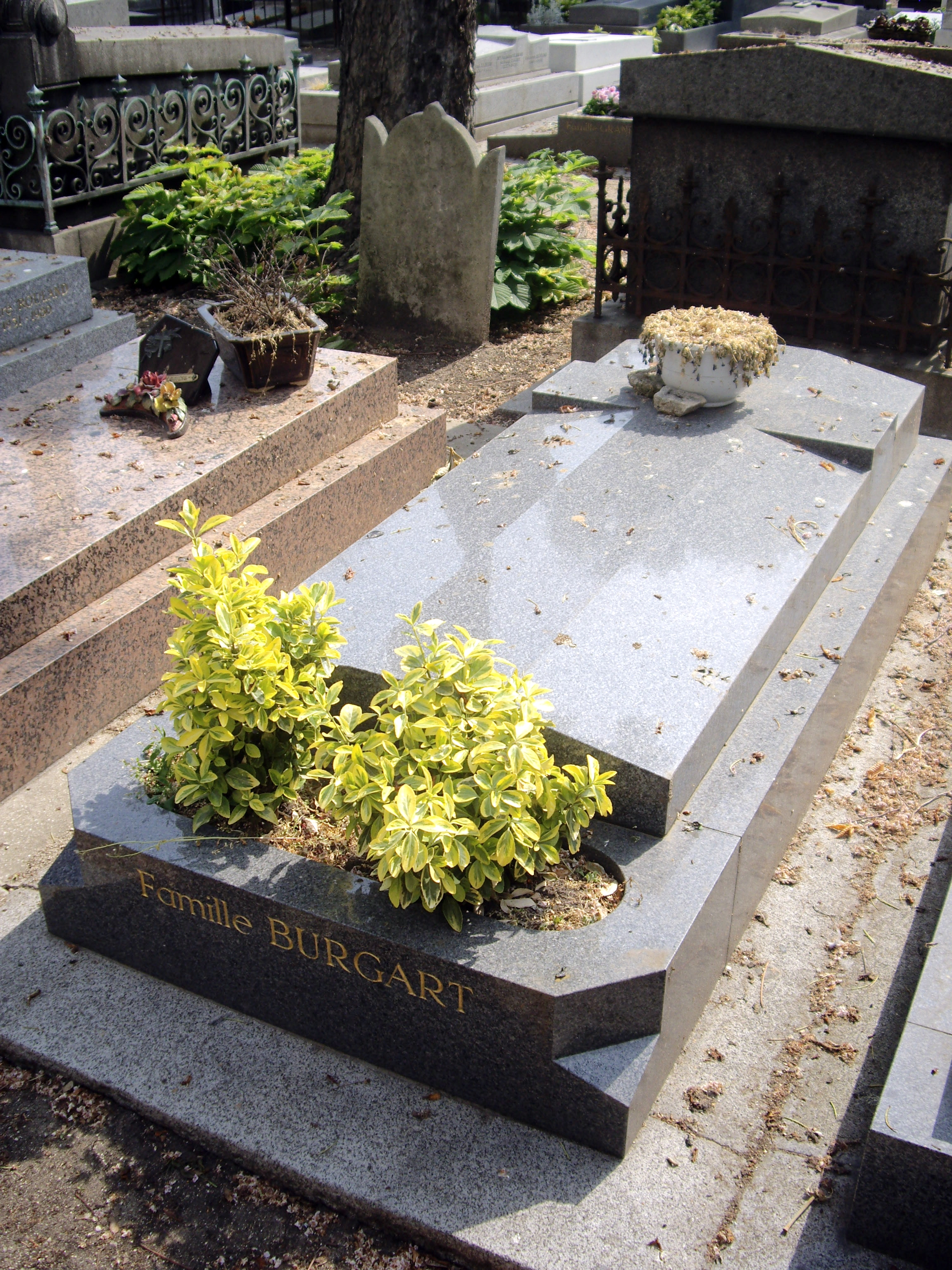
Grab von Orane Demazis

Orane Demazis, eigentlich Henriette Marie-Louise Burgart (* 4. September 1894 in Oran; † 25. Dezember 1991 in Boulogne-Billancourt oder in Paris) war eine französische Schauspielerin.
Sie stammte aus einer ursprünglich elsässischen Familie, die nach 1870 nach Algerien emigriert war.
Ihr Künstlername leitet sich von den beiden algerischen Ortsnamen Oran und Mazis ab.
Sie wurde ab 1919 von Denis d’Inès am Conservatoire d’art dramatique in Paris ausgebildet und schloss sich 1922 der Truppe des Théâtre de l’Atelier unter Charles Dullin an. In den folgenden Jahren hatte sie Rollen in Stücken von Alfred de Musset, Prosper Mérimée, Luigi Pirandello, Alexandre Arnoux und Marcel Achard. Nach der Begegnung mit Marcel Pagnol 1923 wechselte sie von der Bühne zum Film. 1926 engagierte er sie für sein Stück Phaéton und kreierte für sie die Rolle der Fanny in der Marseiller Trilogie (Marius, Fanny und César). 1933 gebar sie ihm einen Sohn, Jean-Pierre Burgart.

## Filmografie
- 1931: Marius
- 1932: Fanny
- 1935: Angèle
- 1934: Die Verdammten (Les Misérables)
- 1936: César
- 1937: Das Mädchen und der Scherenschleifer (Regain)
- 1938: Le Schpountz
- 1938: Le Moulin dans le soleil – Regie: Marc Didier
- 1940: Le Feu de paille – Regie: Jean Benoît-Lévy
- 1943: Le Mistral – Regie: Jacques Houssin
- 1948: Eifersucht (Bagarres) – Regie: Henri Calef
- 1952: Die blonde Zigeunerin (La Caraque blonde) – Regie: Jacqueline Audry
- 1956: Jusqu’au dernier – Regie: Pierre Billon
- 1957: Le Cas du docteur Laurent – Regie: Jean-Paul Le Chanois
- 1968: Au pan coupé – Regie: Guy Gilles
- 1973: Ein schwerer Tag für die Königin (Rude journée pour la reine) – Regie: René Allio
- 1974: Das Gespenst der Freiheit (Le Fantôme de la liberté)
- 1975: Erinnerungen aus Frankreich (Souvenirs d’en France) – Regie: André Téchiné
- 1979: Bastien et Bastienne – Regie: Michel Andrieu